# Агне Билотайте
Агне Билотайте (на литовски: Agnė Bilotaitė) е литовска бизнесменка и политичка от „Съюз за Отечеството – Литовски християнски демократи“. Била е депутат в Сейма на Литва (2008 – 2020), а от 11 декември 2020 г. е министър на вътрешните работи на Литва в правителството на Ингрида Шимоните.

## Биография
Родена е на 29 януари 1982 г. в град Клайпеда, Литовска ССР, СССР. През 2000 г. завършва гимназия „Ветрунге“ в Клайпеда. През 2006 г. завършва факултета по социални науки на Клайпедския университет, като получава бакалавърска степен по политически науки. През 2004 г. учи в Университета на Бундесвера в Мюнхен като част от програма за обмен. През 2012 г. получава магистърска степен по право от университета „Михал Рьомер“ във Вилнюс.
През 2003 г. създава семеен бизнес за превоз на стоки чрез автомобилен транспорт.
През 2006 г. става член на партия „Съюз за Отечеството“. От 2009 до 2013 г. тя оглавява младежката структура на партията, а от 2012 до 2013 г. е председателка на местната структура в Клайпеда.
На парламентарните избори през 2008 г. е избрана за депутат в Сейма на Литва от Съюза за Отечеството. Преизбрана е на следващите парламентарни избори през 2012 г., 2016 г. и 2020 г. След парламентарните избори през 2020 г. дясноцентристките политически сили – „Съюз за Отечеството – Литовски християнски демократи“, Либералното движение и Партията на свободата – сформират правителство под ръководството на Ингрида Шимоните. На 11 декември 2020 г. Агне Билотайте е избрана за министър на вътрешните работи на Литва.

## Личен живот
Тя се омъжва за бизнесмена Гинтас Петрус (който участва като пилот в рали Дакар в Африка, рали Africa Eco Race и рали Дакар в Саудитска Арабия), те имат двама сина – Йонас (р. 2017) и Бенас (р. 2019).